# Octineon lindahli
Octineon lindahli är en havsanemonart som beskrevs av Fowler 1894. Octineon lindahli ingår i släktet Octineon och familjen Octineonidae. Inga underarter finns listade i Catalogue of Life.